# مودولوس گیتارز
مودولوس گیتارز (انگلیسی: Modulus Guitars) شرکت تجهیزات موسیقی آمریکایی است، که در سال ۱۹۷۸ تأسیس شد.